# Nikolai Ionowitsch Koslow
Nikolai Ionowitsch Koslow (* 1928 in Krasnojarsk; † 2007 in Anschero-Sudschensk) war ein  sowjetischer Skilangläufer.
Koslow startete bei den Nordischen Skiweltmeisterschaften 1954 in Falun. Dort holte er zusammen mit Fjodor Michailowitsch Terentjew, Alexei Kusnezow und Wladimir Kusin die Silbermedaille mit der Staffel. Im Lauf über 15 km errang er dort den 15. Platz.